# Jeunes néodémocrates du Québec
Les Jeunes néodémocrates du Québec (JNDQ) sont l'aile jeunesse de la Section-Québec du Nouveau Parti démocratique du Canada. À ce titre, les JNDQ militent donc en politique fédérale, mais œuvrent seulement au Québec. C'est l'aile jeunesse la plus à gauche sur la scène québécoise avec des orientations sociales-démocrates et socialistes. Elle représente tous les membres québécois du NPD âgés entre 14 et 29 ans. 

## Historique
La fondation des JNDQ se fait au même moment que celle de la Section Québec du NPD, en 1994, à la suite de la scission du NPD-Québec de sa contrepartie fédérale. Après une brève période d'inaction au début des années 2000, les JNDQ tiennent un Congrès de refondation en 2003.

## Gouvernance
Les JNDQ fonctionnent selon les principes de démocratie directe et participative. Ainsi, les membres forment la plus haute autorité de l'aile jeunesse et chacun d'entre eux peut initier des procédures (résolutions, motions, débats, etc.) à toutes les instances. Les JNDQ appliquent aussi une discrimination positive en faveur des différents groupes d'intérêts (particulièrement les femmes) en présence et maintiennent les barrières géographiques et monétaires à un minimum afin de favoriser l'implication et l'influence de tous et toutes.

### Congrès
Selon les Statuts des Jeunes néodémocrates du Québec, le Congrès est l'instance suprême de l'organisation et rassemble tous les membres souhaitant y participer. Il a autorité finale sur toute décision concernant les JNDQ et se réunit ordinairement une fois par année. Il a pour mandat de recevoir les différents rapports des élus sortants ainsi que de les tenir responsables, élire l'Exécutif et le Conseil d'administration et adopter des résolutions politiques ou statutaires.
Les Statuts prévoient que le Congrès ne peut se tenir dans la même région pour deux années consécutives.  
À l'issue du congrès de 2022 à Montréal des Jeunes néodémocrates du Québec, un nouvel exécutif et nouveau conseil d'administration ont pris leurs fonctions. Le congrès 2022 des JNDQ est le premier congrès de la formation après la pandémie de Covid-19 et a permis de concrétiser le travail effectuer à la revitalisation depuis près de 2 ans. 

### Conseil d'administration
Le Conseil d'administration des JNDQ est la principale instance décisionnelle et d'orientation entre les Congrès. Il a donc pour première responsabilité de voir à la bonne conduite des orientations politiques, stratégiques et organisationnelles mandatées par le Congrès et de tenir l'Exécutif responsable. Il est formé des représentants des cinq commissions d'action positive (Femmes, Minorités visibles, LGBTQ2IA+, Personnes en situation de handicap, Autochtones), de neuf représentants régionaux, ainsi que des deux co-présidents et du vice-président aux affaires internes, qui agit comme président du Conseil d'administration. Les vice-présidents de l'Exécutif national y ont un statut d'intervenant, c'est-à-dire qu'ils peuvent prendre librement part aux discussions et travaux, mais n'y possèdent pas le droit de vote. 
Chaque membre du Conseil d'administration est élu par son caucus lors du Congrès (par exemple, le représentant de la Montérégie est élu par les membres de la Montérégie). Les représentants des clubs-campus sont quant à eux simplement délégués par ceux-ci. 
Voici la composition actuelle du Conseil d'administration :  
- Représentante Montréal : Marika Lalime
- Représentant Montréal : Sam Miriello
- Représentant Montréal : Benjamin Savard
- Représentant Montréal : Rian Ravi
- Représentant Montérégie : Yacine Djebrouni
- Représentant Montérégie : Fabrice Gélinas Larraín
- Représentant Mauricie—Centre-du-Québec : Clovis Lachance
- Représentante femmes : Arwen Low
- Représentant LGBTQ2IA+ : Riley Rintoul
- Représentant des jeunes travailleurs et travailleuses : William Poulin
- Représentant des personnes en situation de handicap : Avi Karp
- Membre observateur : Charlie Baranski
- Représentant Abitibi—Nord—Côte-Nord—Saguenay—Lac-Saint-Jean : vacant
- Représentant Outaouais : vacant
- Représentant Bas-Saint-Laurent—Gaspésie—Îles-de-la-Madeleine : vacant
- Représentant Québec—Chaudière-Appalaches—Lotbinière : vacant
- Représentant Laval–Laurentides–Lanaudière : vacant
- Représentant Cantons-de-l'Est : vacant
- Représentant justice raciale et équité : vacant
- Représentant Premières Nations, Inuit et Métis : vacant

### Exécutif national
L'Exécutif national des JNDQ est l'instance qui gère l'administration quotidienne et expédie les affaires courantes de l'organisation. Il a aussi comme responsabilité de mener à termes les différents mandats du Congrès et du Conseil et de représenter ceux-ci aux instances du parti. Chaque exécutant est élu au scrutin préférentiel.
Bien que composé de six postes aux responsabilités distinctes, l'Exécutif national des JNDQ fonctionne traditionnellement selon les principes de collégialité et de solidarité. Il prend donc la majorité de ses décisions de manière unanime, le rôle des co-présidents étant de faciliter un consensus.
Voici la composition actuelle de l'Exécutif : 
- Co-président : Gabriel Masi
- Co-présidente : Naomie Mathieu Chauvette
- Vice-président aux politiques : Raphaël Émond
- Vice-présidente à l'organisation : Sarah-Jeanne Tamas
- Vice-présidente aux communications : Alexandrah Cardona
- Vice-président à la mobilisation : Gabriel D'Astous
- Vice-président aux affaires internes : Louis-Philippe Vézina
- Vice-président aux affaires externes : vacant